# فهرست افراد دارای لکنت زبان

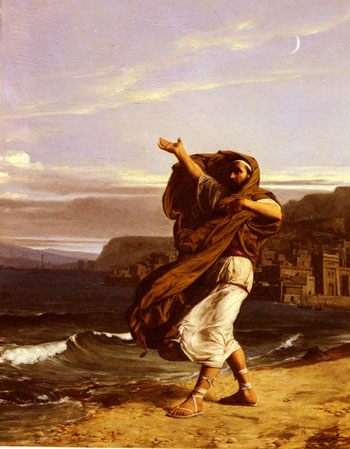
دموستن سخنور شهیر یونانی، با ریگ‌هایی در دهانش در حال تمرین در ساحل

لکنت  (alalia syllabaris) یک اختلال گفتاری است که در آن جریان صحبت کردن فرد با تکرار و کشش دادن غیر ارادی صداها، سیلابها، کلمات یا جملات، و همچنین با مکث کردن‌ها و بند آمدن‌های غیرارادی زبان -- که در آن فرد قادر به تولید صدا از خودش نیست -- مختل می‌شود. دلایل ابتلا به لکنت هنوز مشخص نشده، اما اینطور تصور می‌شود که هم ویژگی‌های ژنتیکی و هم ویژگی‌های neurophysiology در آن مؤثر هستند. درمان‌ها و تکنیک‌های گفتاردرمانی وجود دارد که ممکن است به روان صحبت کردن بعضی از لکنتی‌ها تا حدی کمک کند، به گونه‌ای که یک گوش ناکارآزموده نتواند مشکلی در آن ببیند. با این حال، اساساً هیچگونه درمانی در حال حاضر برای این اختلال وجود ندارد.
از بین لکنتی‌های مشهور می‌توان به:  نخست‌وزیر بریتانیا وینستون چرچیل، مستربین، خطیب یونانی دموستن، پادشاه جرج ششم، جیمز ارل جونز بازیگر، و مل تیلیس، خواننده کانتری اشاره کرد. چرچیل که به خصوص لکنتش برای نویسندگان دهه ۱۹۲۰ میلادی هویدا شده بود، جزء ۳۰ درصد لکنتی‌هایی بود که علاوه بر لکنت، یک اختلال گفتاری مرتبط -- نوک‌زبانی صحبت کردن در مورد او -- هم داشت، با این وجود ملت خویش را در سرتاسر جنگ جهانی دوم رهبری کرد. دموستن لکنتی بود و در جوانی فاقد قدرت بیان بود، اما از طریق تمرین اختصاصی، با استفاده از روش‌هایی همچون قرار دادن ریگ در دهانش، تبدیل به سخنوری توانا در یونان باستان شد. پادشاه جرج ششم اقدام به استخدام یک گفتار درمان به نام Lionel Logue کرد تا او را برای سخنرانی در محضر اهالی کشورش یاری دهد، و Logue هم در رسیدن او به این هدف بسیار مؤثر عمل کرد. فیلم سخنرانی پادشاه محصول سال ۲۰۱۰، این ماجرا را بازگو می‌کند. این فیلم برندهٔ جایزهٔ اسکار شد. جیمز ارل جونز اظهار داشته‌است که او در جوانی برای سال‌های متمادی لال بوده‌است، اما تبدیل به هنرپیشه‌ای شد که به خاطر قدرت صدایش شناخته می‌شود. میل تیلیس در حین صحبت عادی دچار لکنت می‌شود، اما در حین آوازخوانی این‌طور نیست. بسیاری از مردم در کودکی دچار لکنت  می‌شوند، اما بعداً بر آن چیره و مسلط می‌شوند.

## بازیگران

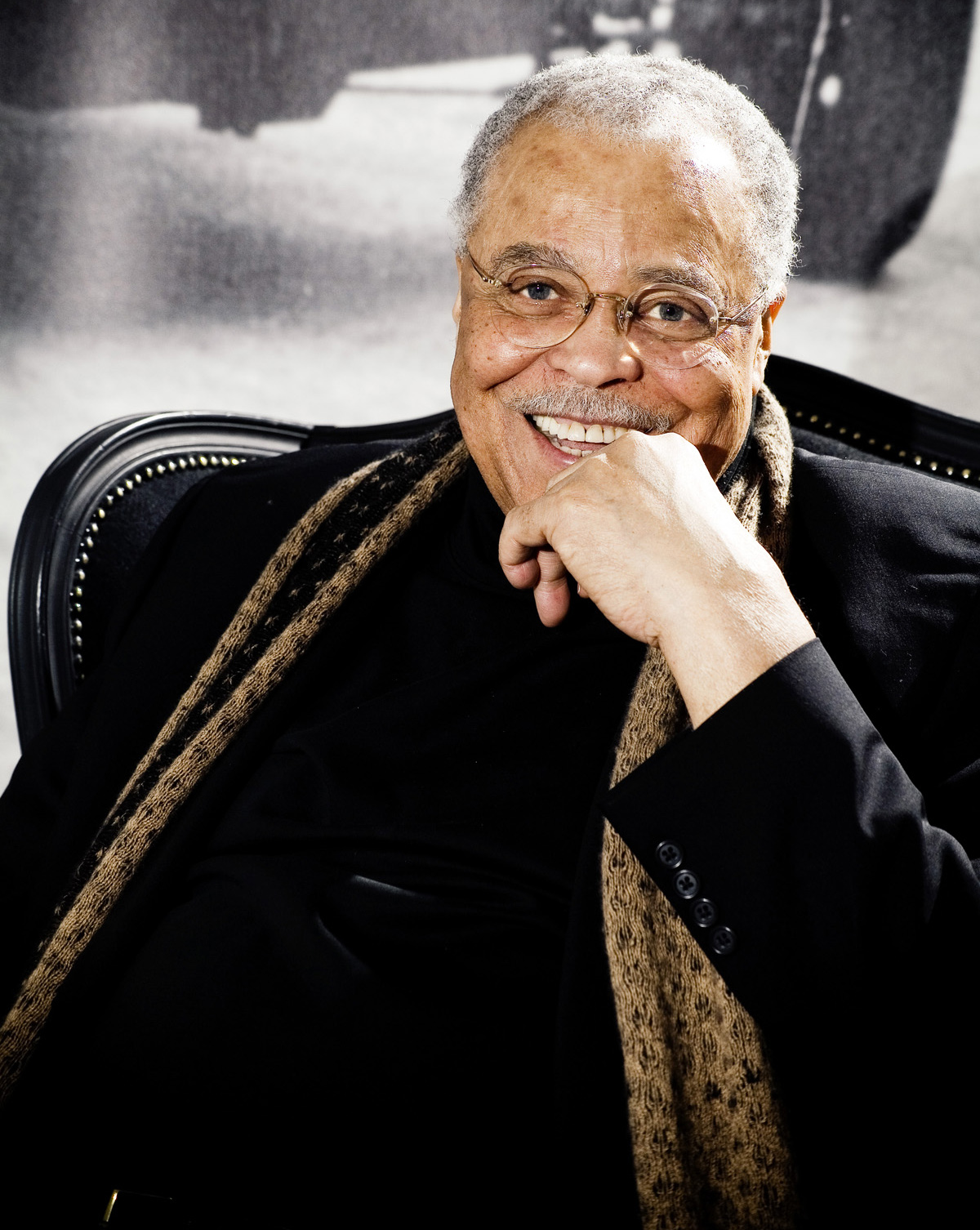
جیمز ارل جونز در سال ۲۰۱۰

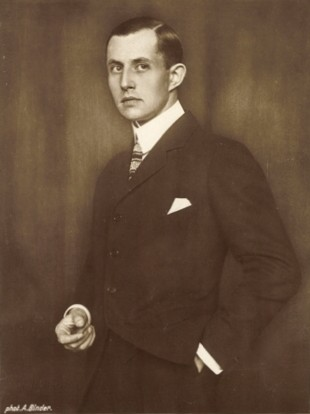
برونو کاستنر بازیگر آلمانی، حوالی سال ۱۹۲۰

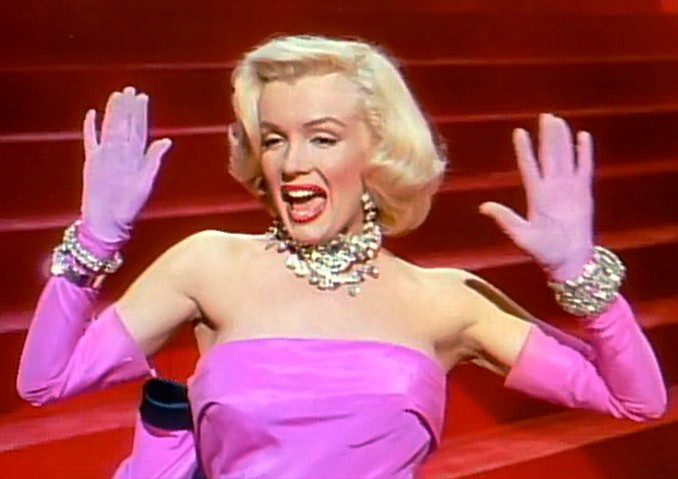
مریلین مونرو در

| نام             | دوره زندگی  | توضیحات | منبع(ها)                    |
| --------------- | ----------- | --- | --------------------------- |
| روآن اتکینسون   | ۱۹۵۵-تاکنون | کمدین، فیلمنامه‌نویس و بازیگر انگلیسی                                                                                                | [ ۱۱ ] [ ۱۲ ]               |
| امیلی بلانت     | ۱۹۸۳-تاکنون | بازیگر انگلیسی برندهٔ جایزه گلدن گلوب در سال ۲۰۰۷                                                                                    | [ ۱۳ ]                      |
| پیتر بونرز      | ۱۹۳۸-تاکنون | تهیه‌کننده و بازیگر آمریکایی که نقش جری دندان‌پزشک را در The Bob Newhart Show بازی کرده                                               | [ ۱۴ ]                      |
| نیکلاس براندن   | ۱۹۷۱-تاکنون | بازیگر آمریکایی که در بنیاد لکنت زبان آمریکا هم کار می‌کند                                                                           | [ ۱۵ ]                      |
| جیک کمپل        | ۱۹۷۳-تاکنون | کمدین انگلیسی که جایزه نویسندگی انجمن لکنت بریتانیا را در سال ۲۰۰۶ برنده شد                                                         | [ ۱۶ ] [ ۱۷ ]               |
| هوگو گرانت      | ۱۹۶۰-تاکنون | بازیگر انگلیسی برنده جایزه بفتا و گلدن گلوب در سال ۱۹۹۵                                                                             | [ ۱۸ ]                      |
| دیتر توماس هک   | ۱۹۳۷-تاکنون | بازیگر و تهیه‌کننده تلویزیونی آلمانی که پس از اینکه در جنگ جهانی بدوم بدنبال یک بمباران در زیر یک راه‌پله گیز افتاد، شروع به لکنت کرد | [ ۱۹ ] [ ۲۰ ]               |
| جیمز ارل جونز   | ۱۹۳۱-تاکنون | بازیگر آمریکایی که طوری بر لکنت خود مسلط شده که هم‌اکنون به خاطر صدای قوی‌اش شناخته می‌شوند                                            | [ ۷ ] [ ۱۸ ] [ ۲۱ ]         |
| ساموئل ال جکسون | ۱۹۴۸-تاکنون | بازیگر آمریکایی که در بیش از ۱۰۰ فیلم بازی کرده. در جنبش حقوق مدنی آمریکایی‌های آفریقایی‌تبار (۱۹۵۵-۶۸) هم فعالیت داشت.               | [ ۱۸ ]                      |
| جاویوی          | ۱۹۶۱-تاکنون | بازیگر اسپانیایی که عمدتاً در نقش‌های کمدی در فیلم‌ها و سریال‌ها بازی کرده                                                              | [ ۲۲ ]                      |
| برونو کاستنر    | ۱۸۹۰-۱۹۳۰   | بازیگر و تهیه‌کننده آلمانی، با رشد سینمای ناطق، لکنت او باعث خودکشی‌اش شد                                                             | [ ۲۳ ]                      |
| هاروی کایتل     | ۱۹۳۹-تاکنون | بازیگر فیلم و تئاتر آمریکایی | [ ۲۴ ]                      |
| دنیل کیتسون     | ۱۹۴۶-تاکنون | بازیگر انگلیسی برنده جایزه Perrier در سال ۲۰۰۲                                                                                      | [ ۱۸ ] [ ۲۵ ]               |
| پگی لیپتون      | ۱۹۴۶-تاکنون | بازیگر آمریکایی که در The Mod Squad نقش Peggy Barnes را بازی کرده                                                                   | [ ۲۴ ]                      |
| جان ملاندز      | ۱۹۶۵-تاکنون | فیلم‌نامه‌نویس تلویزیونی و مجری رادیو آمریکایی که به لقب «جان لکنتی» شناخته می‌شود                                                     | [ ۲۶ ]                      |
| مریلین مونرو    | ۱۹۲۶-۱۹۶۲   | بازیگر، خواننده، مدل و نماد سکس آمریکایی، نامزد گلدن گلوب در ۱۹۵۶                                                                   | [ ۱۸ ] [ ۲۱ ]               |
| سام نیل         | ۱۹۴۷-تاکنون | بازیگر نیوزلندی که نقش Dr. Alan Grant را در پارک ژوراسیک بازی کرده                                                                  | [ ۲۷ ] [ ۲۸ ]               |
| اوستین پندلتن   | ۱۹۴۰-تاکنون | بازیگر، نمایش‌نامه‌نویس، کارگردان تئاتر و مدرس آمریکایی                                                                               | [ ۱۴ ]                      |
| رزی پرز         | ۱۹۶۴-تاکنون | بازیگر آمریکایی-پورتوریکویی | [ ۲۹ ]                      |
| آنتونی کوئین    | ۱۹۱۵-۲۰۰۱   | بازیگر، نقاش و نویسنده آمریکایی-مکزیکی                                                                                              | [ ۲۴ ]                      |
| هریتک روشن      | ۱۹۸۰-تاکنون | بازیگر بالیوود هند که جوایز «بهترین بازیگر» متعددی دریافت کرده                                                                      | [ ۲۴ ] [ ۳۰ ]               |
| اریک رابرز      | ۱۹۵۶-تاکنون | بازیگر آمریکایی، نامزد گلدن گلوب در ۱۹۷۸، برادر جولیا رابرتز                                                                        | [ ۲۴ ]                      |
| جولیا رابرتز    | ۱۹۶۷-تاکنون | یکی از گران‌قیمت‌ترین بازیگران آمریکایی از نظر میزان فروش، برندهٔ جایزه اسکار و گلدن گلوب. خواهر اریک رابرتز                           | [ ۲۴ ] [ ۳۱ ]               |
| تام سایزمور     | ۱۹۶۱-تاکنون | بازیگر و تهیه‌کننده آمریکایی | [ ۲۴ ]                      |
| کول اسپراوس     | ۱۹۹۲-تاکنون | بازیگر آمریکایی، دوقلوی Dylan Sprouse                                                                                               | [ ۲۴ ] [ ۳۲ ]               |
| جیمز استوارت    | ۱۹۰۸-۱۹۹۷   | بازیگر فیلم و تئاتر آمریکایی که لکنت او یکی از ویژگی‌های اصلی آثارش بود                                                              | [ ۳۳ ] [ ۳۴ ] [ ۳۵ ] [ ۳۶ ] |
| بروس ویلیس      | ۱۹۵۵-تاکنون | بازیگر، تهیه‌کننده و موسیقی‌دان آمریکایی که نقش جان مک‌کلین را در جان سخت بازی کرده                                                    | [ ۱۸ ]                      |

## ورزشکاران

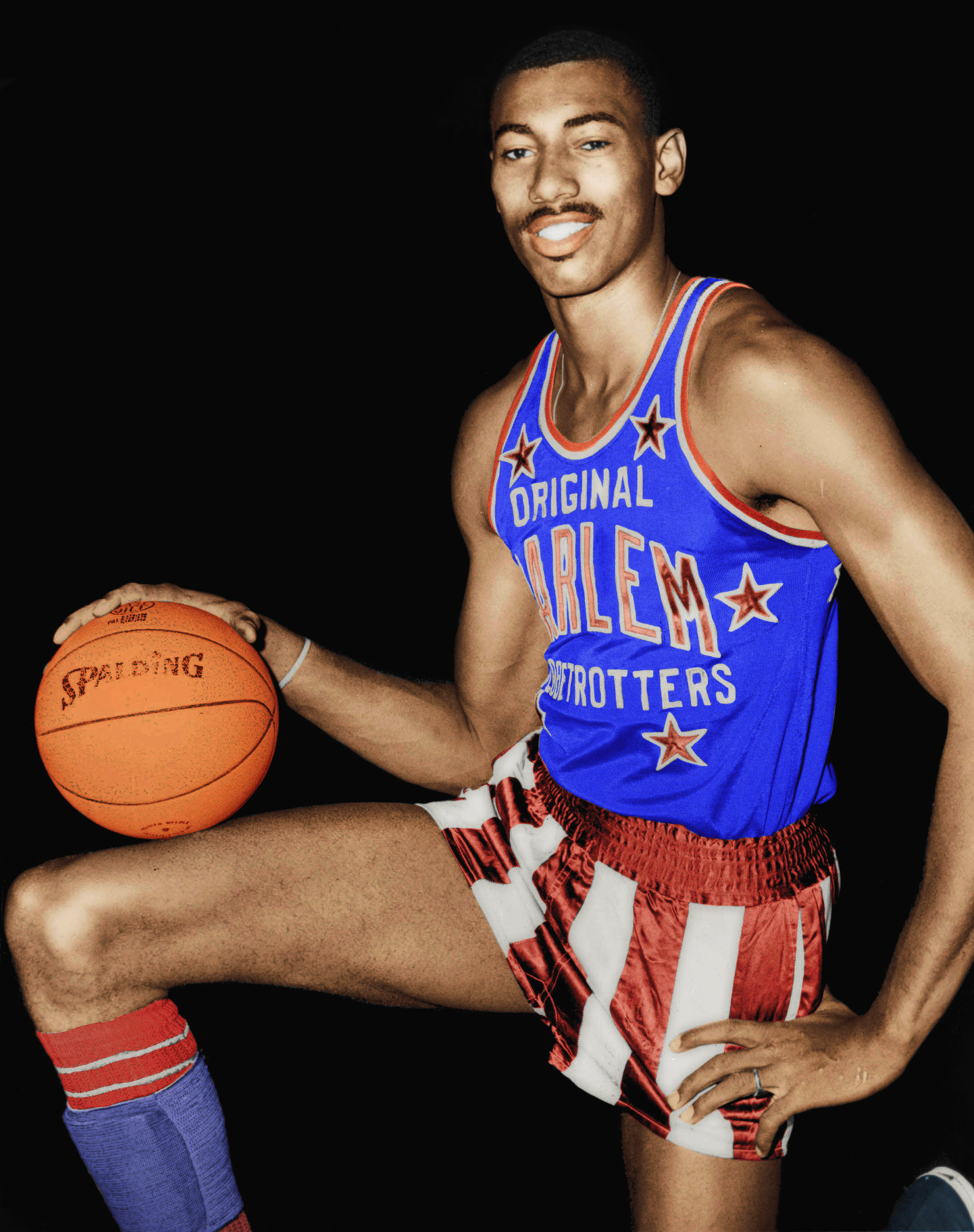
بسکتبالیست، ویلت چمبرلین، دارنده رکوردهای فراوان در NBA است

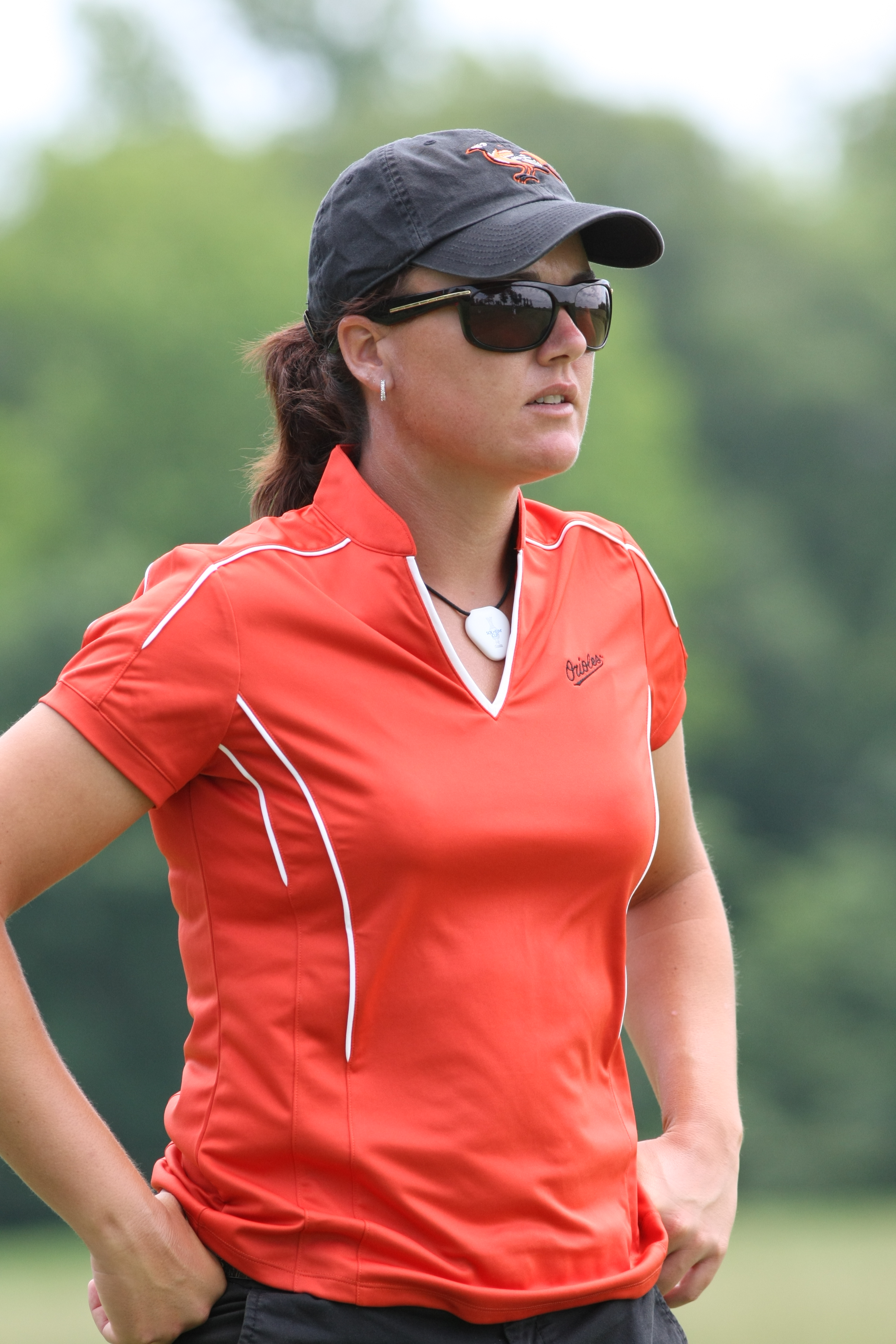
سوفی گوستافسن، بازیکن گلف در سال ۲۰۰۸

| نام                | مدت زندگی   | توضیحات                                                                                  | منبع(ها) |
| ------------------ | ----------- | ---------------------------------------------------------------------------------------- | -------- |
| کلی برون           | ۱۹۸۲-تاکنون | بازیکن راگبی ۱۵ نفره اسکاتلندی                                                           | [ ۳۷ ]   |
| روبین کارتر        | ۱۹۳۷-۲۰۱۴   | بوکسر آمریکایی که به او «تندباد» می‌گویند                                                 | [ ۱۴ ]   |
| ویلت چمبرلین       | ۱۹۳۶-۱۹۹۹   | بازیکن بسکتبال آمریکایی، دارنده رکوردهای رسمی زیادی در NBA                               | [ ۳۸ ]   |
| جانی دامون         | ۱۹۷۳-تاکنون | بازیکن outfielder بیسبال اهل آمریکا                                                      | [ ۳۹ ]   |
| سوفی گوستافسون     | ۱۹۷۳-تاکونو | گلف‌باز سوئیسی                                                                            | [ ۱۴ ]   |
| رون هارپر          | ۱۹۶۴-تاکنون | بازیکن بسکتبال اهل آمریکا                                                                | [ ۱۴ ]   |
| لستر هیس           | ۱۹۵۵-تاکنون | بازیکن کرنربک فوتبال آمریکایی                                                            | [ ۴۰ ]   |
| بن جانسون          | ۱۹۶۱-تاکنون | دونده دو سرعت اهل کانادا                                                                 | [ ۱۴ ]   |
| بو جکسون           | ۱۹۶-تاکنون  | بازیکن بیسبال و فوتبال آمریکا، برنده Heisman Trophy در سال ۱۹۸۵                          | [ ۴۱ ]   |
| تامی جان           | ۱۹۴۳-تاکنون | پرتابگر بیسبال آمریکایی                                                                  | [ ۱۴ ]   |
| مایکل کید-گیلکریست | ۱۹۹۳-تاکنون | بازیکت بسکتبال آمریکایی                                                                  | [ ۴۲ ]   |
| الیس لنکستر        | ۱۹۸۷-تاکنون | کرنربک فوتبال آمریکایی اهل ایالات متحده                                                  | [ ۴۳ ]   |
| گرگ لوگانیس        | ۱۹۶۰-تاکنون | شیرجه‌زن آمریکایی                                                                         | [ ۱۴ ]   |
| باب لاو            | ۱۹۴۲-تاکونو | بازیکن بسکتبال آمریکایی                                                                  | [ ۴۴ ]   |
| مارتین کنیون       | 1977–تاکنون | بازیکن بسکتبال آمریکایی                                                                  | [ ۱۴ ]   |
| کندل مک‌آدرل        | ۱۹۸۷-تاکنون | بازیکن بسکتبال آمریکایی                                                                  | [ ۱۴ ]   |
| آدریان ان. پترسون  | ۱۹۷۹-تاکنون | پست running back در فوتبال آمریکایی                                                      | [ ۱۴ ]   |
| مایکل اسپینکز      | ۱۹۵۶-تاکنون | بوکسر آمریکایی که در بخش وزن نیمه سنگین و سنگین‌وزن قهرمان جهان بود (۱۹۸۱-۱۹۸۸)           | [ ۱۴ ]   |
| جرج اسپرینگر       | ۱۹۸۹-تاکنون | outfielder بیسبال آمریکای                                                                | [ ۴۵ ]   |
| دارن اسپرولز       | ۱۹۸۳-تاکنون | running back فوتبال آمریکایی                                                             | [ ۴۶ ]   |
| جیک اشتاینفیلد     | ۱۹۵۸-تاکنون | بازیگر و شخصیت سرشناس آمادگی جسمانی                                                      | [ ۴۷ ]   |
| دوان توماس         | ۱۹۴۷-تاکنون | پست running back فوتبال آمریکایی                                                         | [ ۱۴ ]   |
| دیو تیلور          | ۱۹۵۵-تاکنون | بازیکن هاکی روی یخ آمریکایی                                                              | [ ۱۴ ]   |
| کن ونتوری          | ۱۰۳۱-۲۰۱۳   | بازیکن گلف اهل آمریکا                                                                    | [ ۴۸ ]   |
| بیل والتون         | ۱۹۵۲-تاکنون | بازیکن بسکتبال، وارد شده به تالار مشاهیر بسکتبال                                         | [ ۴۹ ]   |
| تایگر ودز          | ۱۹۷۵-تاکنون | بازیکن گلف، دارای عنوان شماره یک جهان در سال‌های ۲۰۰۰، ۲۰۰۱، ۲۰۰۳، ۲۰۰۶، ۲۰۰۷، ۲۰۰۸، ۲۰۰۹ | [ ۵۰ ]   |

## سیاستمداران

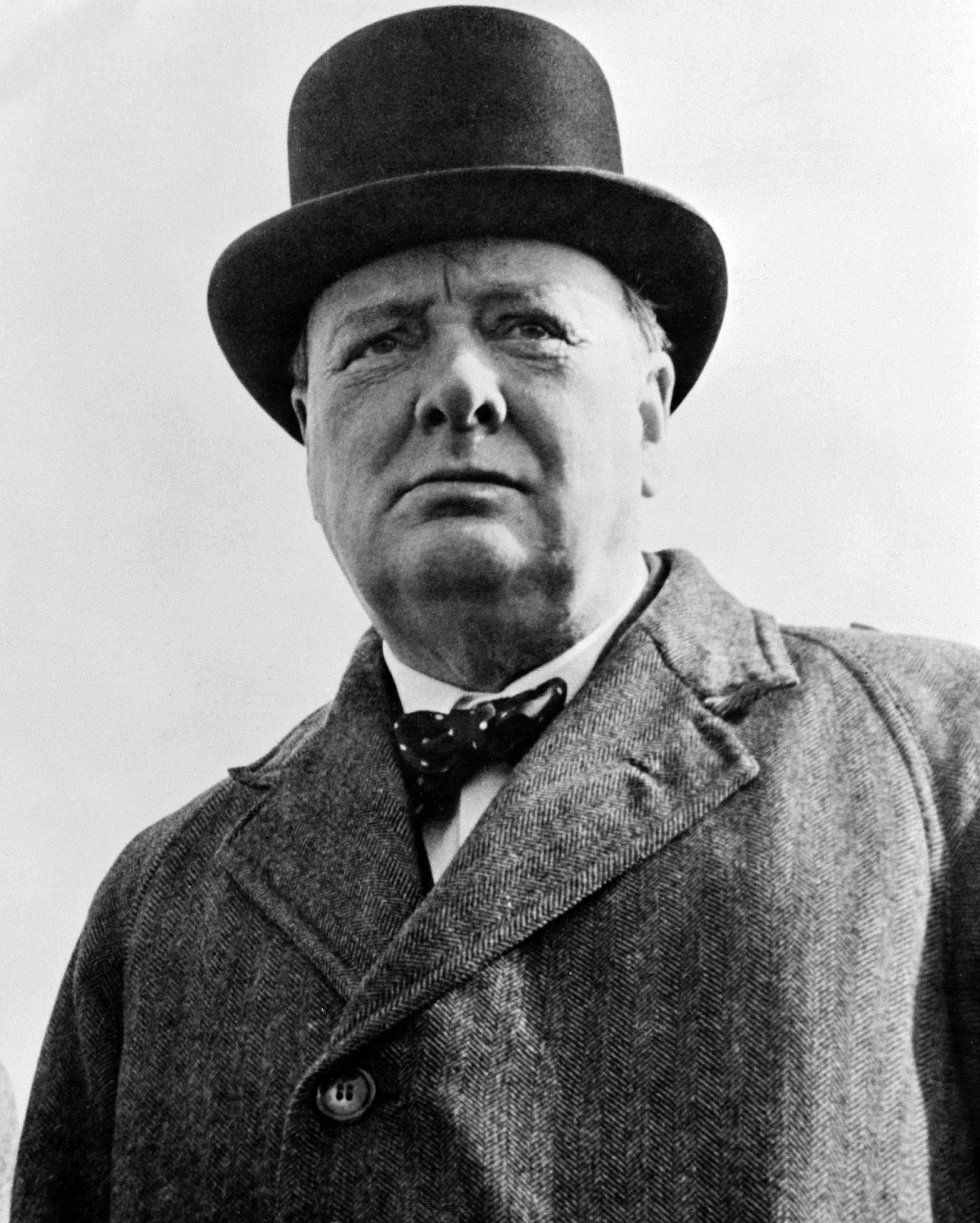
وینستون چرچیل، نخست‌وزیر بریتانیا در طی جنگ جهانی دوم

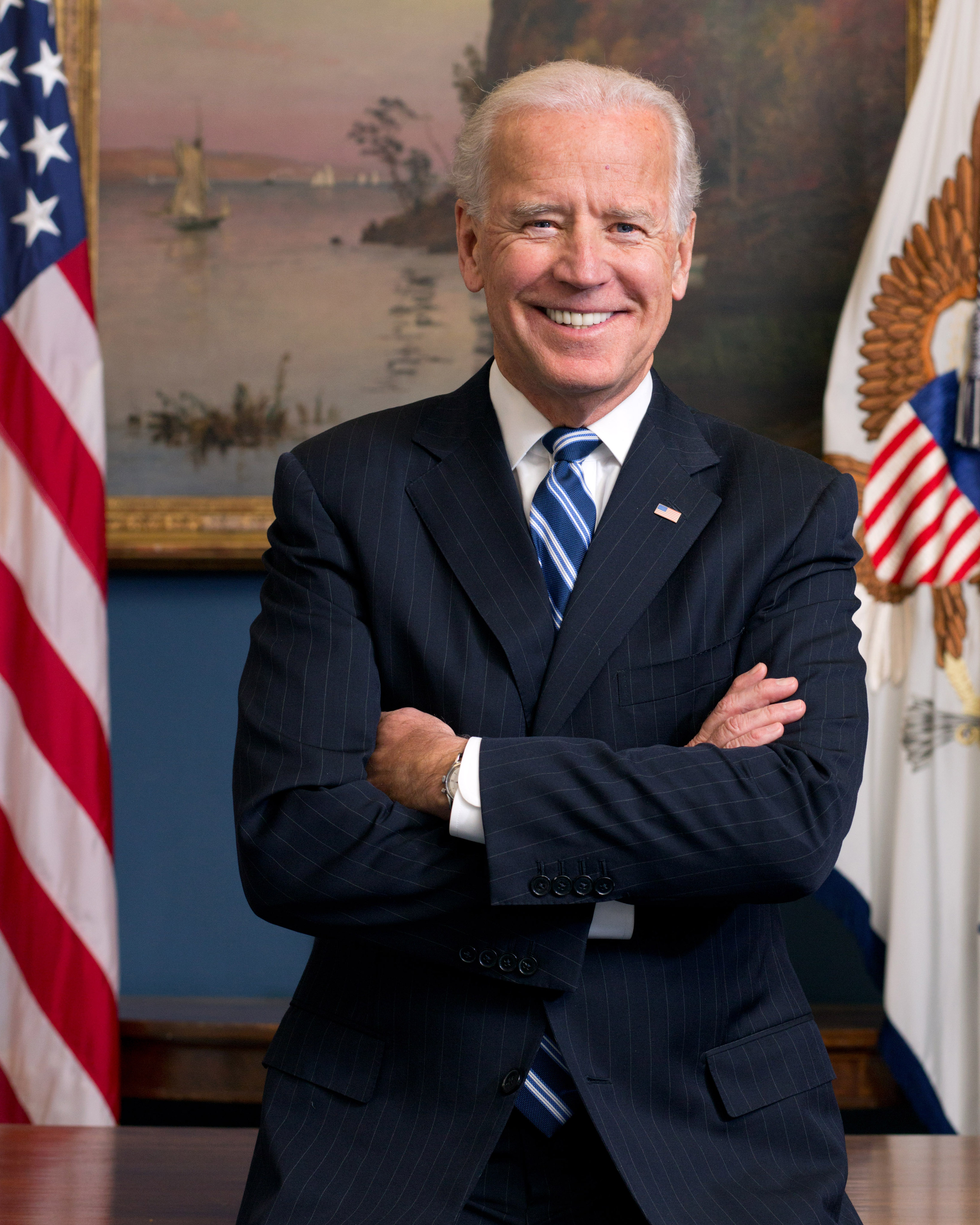
جو بایدن

| نام                    | مدت زندگی                   | توضیحات                                                                | منبع(ها)             |
| ---------------------- | --------------------------- | ---------------------------------------------------------------------- | -------------------- |
| اد بالز                | ۱۹۶۷-تاکنون                 | سیاستمدار حزب کارگر بریتانیا، عضو پارلمان این کشور از سال ۲۰۰۵ تا ۲۰۱۵ | [ ۵۱ ]               |
| آنتونیو باسولینو       | ۱۹۴۷-تاکنون                 | شهردار ناپل، رئیس‌جمهور کامپانیا، عضو حزب کمونیست ایتالیا               | [ ۱۴ ]               |
| جو بایدن               | ۱۹۴۲-تاکنون                 | سناتور آمریکایی از دلاویر، ۴۷مین معاون رئیس‌جمهور ایالات متحده آمریکا   | [ ۱۴ ] [ ۵۲ ] [ ۵۳ ] |
| وینستون چرچیل          | ۱۸۷۴-۱۹۶۵                   | نخست‌وزیر بریتانیا، برنده جایزه نوبل ادبیات در سال ۱۹۵۳                 | [ ۱۸ ] [ ۲۱ ]        |
| کلودیوس                | ۱۰ پیش از میلاد - ۵۴ میلادی | امپراتور روم                                                           | [ ۵۴ ] [ ۵۵ ]        |
| دموستن                 | ۳۸۴-۳۲۲ پیش از میلاد        | سخنور و سیاستمدار یونان باستان                                         | [ ۴ ]                |
| Proinsias De Rossa     | ۱۹۴۰-تاکنون                 | سیاست‌مدار ایرلندی عضو حزب کارگر، عضو پارلمان اروپا                     | [ ۵۶ ]               |
| توماس کین              | ۱۹۳۵-تاکنون                 | سیاست‌مدار آمریکایی، ۴۸مین فرماندار ایالتی نیوجرسی                      | [ ۵۷ ]               |
| E. M. S. Namboodiripad | ۱۹۰۹-۱۹۹۸                   | سیاستمدار کمونیست هندی، رئیس‌الوزرای کرالا                              | [ ۵۸ ]               |
| ماتی ونهانن            | ۱۹۵۵-تاکنون                 | نخست‌وزیر فنلاند                                                        | [ ۵۹ ]               |

## موسیقی‌دانان

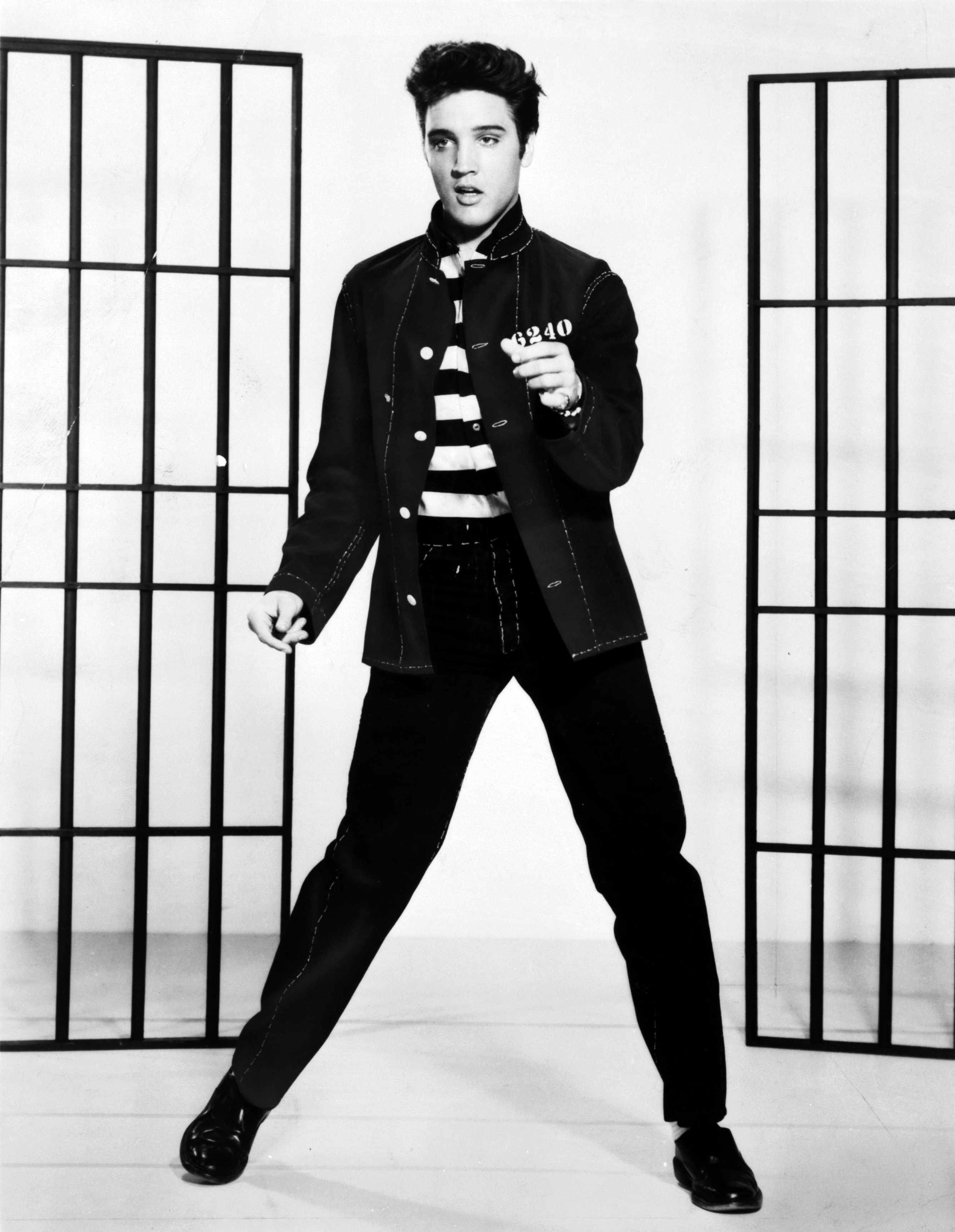
الویس پرسلی ستاره راک اند رول، از پرفروش‌ترین خوانندگان دنیا

| نام            | مدت زندگی   | توضیحات | منبع(ها)      |
| -------------- | ----------- | --- | ------------- |
| مارک الموند    | ۱۹۵۷-تاکنون | خواننده و ترانه‌نویس انگلیسی | [ ۶۰ ]        |
| نوئل گلگر      | ۱۹۶۷-تاکنون | خواننده و گیتاریست انگلیسی | [ ۶۱ ]        |
| گرث گیتس       | ۱۹۸۴-تاکنون | خواننده و ترانه‌نویس انگلیسی | [ ۶۲ ]        |
| براندون هوور   | ۱۹۹۳-تاکنون | گیتاریست آمریکای | [ ۶۳ ]        |
| اسکتمن جان     | ۱۹۴۲-۱۹۹۹   | صداخوان آمریکایی | [ ۶۴ ]        |
| جیم کر         | ۱۹۵۹-تاکنون | خواننده و ترانه‌نویس اسکاتلندی | [ ۱۸ ]        |
| الوین لوسیر    | ۱۹۳۱-تاکنون | استاد موسیقی و سازندهٔ موسیقی تجربی اهل آمریکا                                                                                       | [ ۱۴ ]        |
| کریس مارتین    | ۱۹۷۷-تاکنون | خواننده و ترانه‌نویس و گیتاریست انگلیسی                                                                                              | [ ۱۸ ]        |
| کایلی مینوگ    | ۱۹۶۸-تاکنون | بازیگر، خواننده و ترانه‌نویس استرالیایی                                                                                              | [ ۱۸ ]        |
| پیتر مورفی     | ۱۹۵۷-تاکنون | بازیگر، خواننده و ترانه‌نویس انگلیسی                                                                                                 | [ ۶۵ ]        |
| الویس پریسلی   | ۱۹۳۵-۱۹۷۷   | خواننده راک اند رول آمریکایی | [ ۲۱ ]        |
| کارلی سیمون    | ۱۹۴۵-تاکنون | خواننده، ترانه‌نویس، موسیقی‌دان، نویسنده کودکان اهل آمریکا، برنده دو جایزه گرمی، یک جایزه اسکار، یک گلدن گلوب و عضو تالار مشاهیر گرمی | [ ۱۴ ] [ ۶۶ ] |
| مل تیلیس       | ۱۹۳۲-تاکنون | خواننده کانتری آمریکایی، سخنگو و رئیس افتخاری بنیاد لکنت زبان آمریکا در ۱۹۹۸                                                        | [ ۹ ] [ ۶۷ ]  |
| کریس ترپر      | ۱۹۷۱-تاکنون | موسیقی‌دان آمریکایی | [ ۱۴ ]        |
| بیل ویثرز      | ۱۹۳۸-تاکنون | خواننده و ترانه‌نویس آمریکایی | [ ۱۴ ]        |
| مگان واشینگتون | ۱۹۸۶-تاکنون | موسیقی‌دان، خواننده و ترانه‌نویس استرالیایی                                                                                           | [ ۶۸ ]        |

## نویسندگان

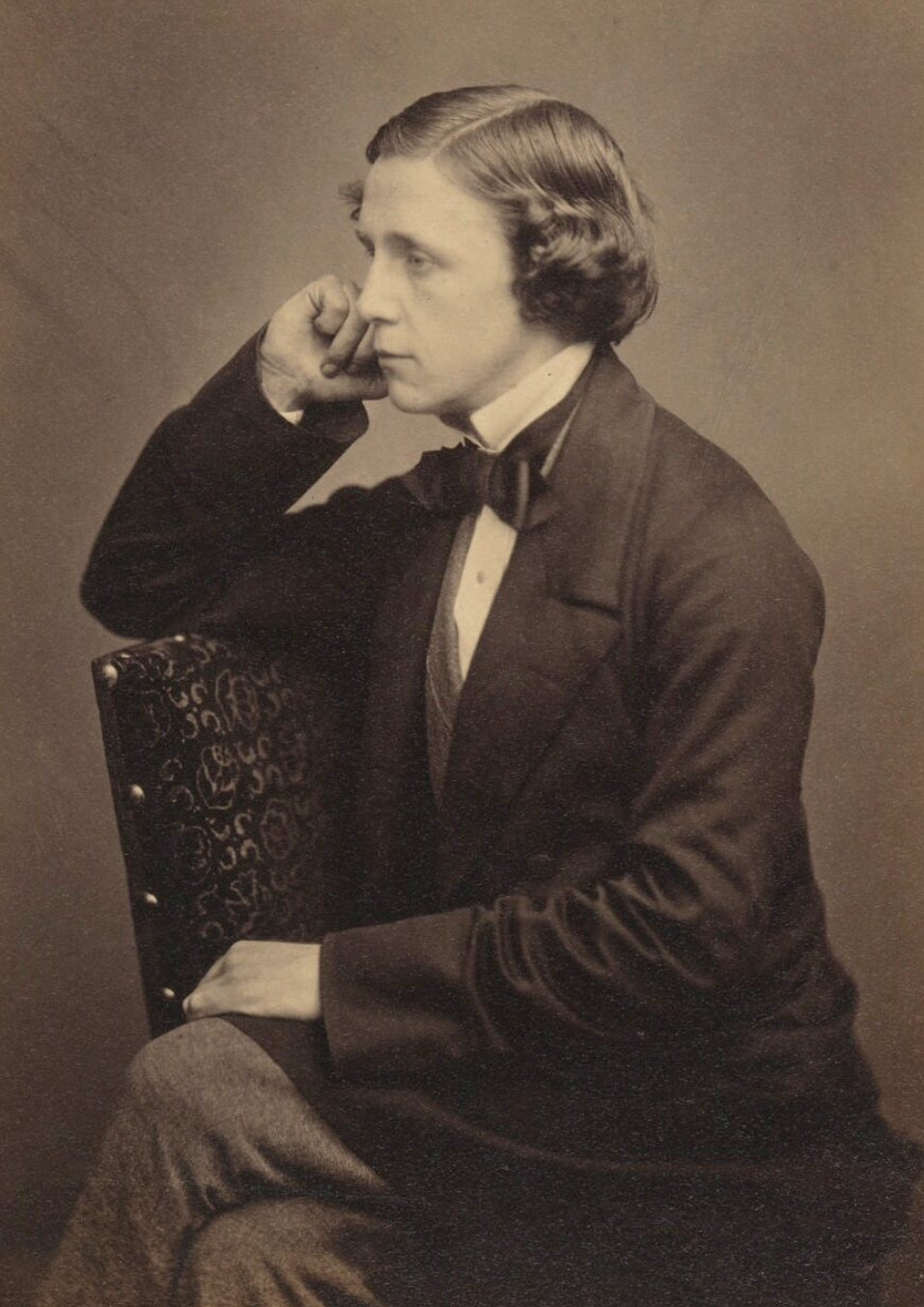
لوئیس کارول، نویسنده آلیس در سرزمین عجایب

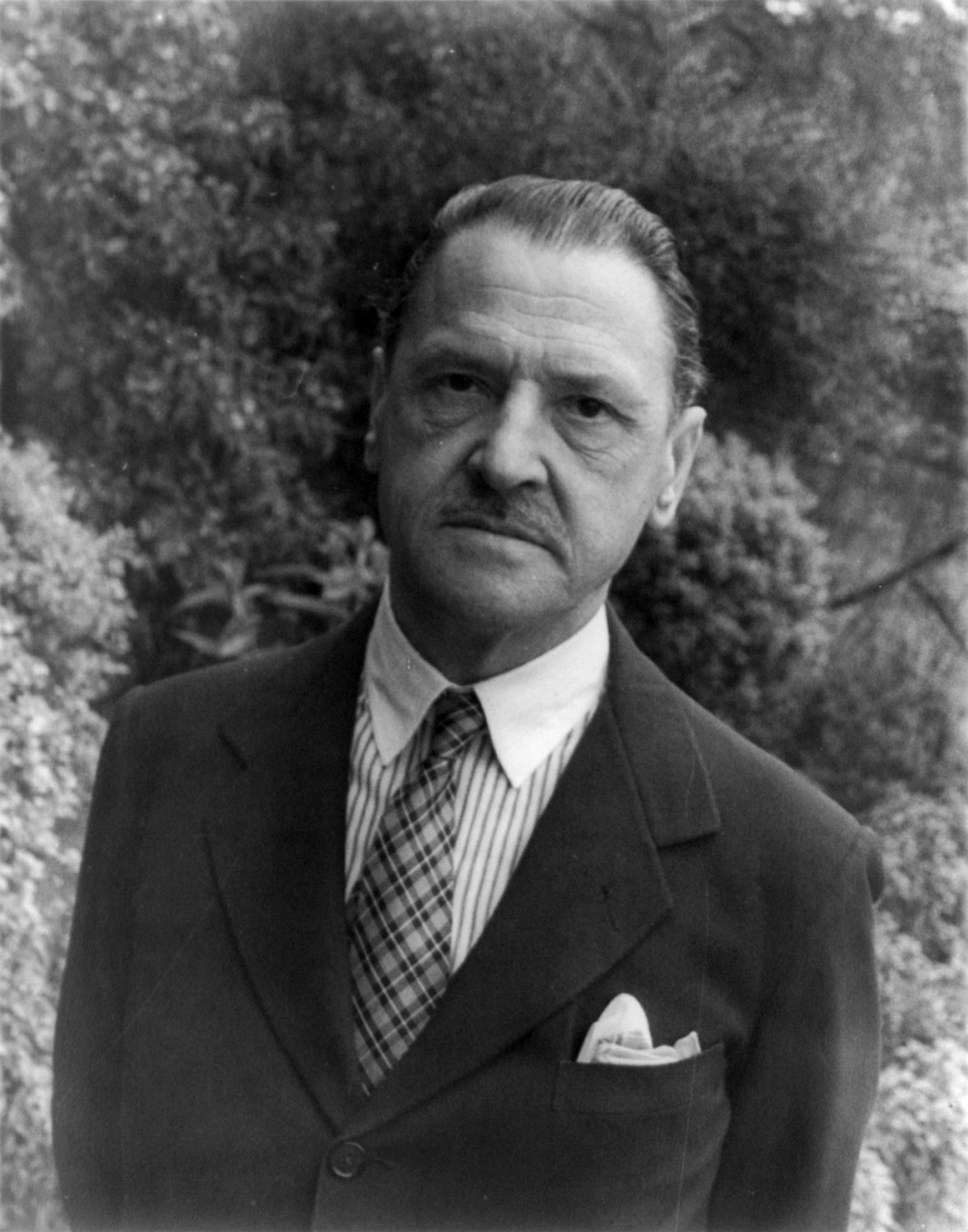
ویلیام سامرست موآم در سال ۱۹۳۴

| نام                | مدت زندگی            | توضیحات                                                                    | منبع(ها)      |
| ------------------ | -------------------- | -------------------------------------------------------------------------- | ------------- |
| آرنولد بینت        | ۱۸۶۷-۱۹۳۱            | روزنامه‌نگار و رمان‌نویس انگلیسی                                             | [ ۱۴ ]        |
| مایکل بنتیان       | ۱۹۲۲-۱۹۹۶            | کمدین و فیلم‌نامه‌نویس انگلیسی                                               | [ ۱۴ ]        |
| الیزابت بوون       | ۱۸۹۹-۱۱۹۷۳           | نویسنده رمان و داستان کوتاه اهل ایرلند                                     | [ ۱۴ ]        |
| لوئیس کارول        | ۱۸۳۲-۱۸۹۸            | نویسنده، ریاضیدان،منطق‌دان، انگلیکان،دیکون و عکاس انگلیسی                   | [ ۱۸ ] [ ۲۱ ] |
| جیم دیویس          | ۱۹۴۵-تاکنون          | کارتونیست آمریکایی                                                         | [ ۶۹ ]        |
| ماشادو د آسیس      | ۱۸۳۸-۱۹۰۸            | رمان‌نویس، داستان کوتاه،شاعر و منتقد ادبی اهل برزیل                         | [ ۷۰ ]        |
| مارگارت درابل      | ۱۹۳۹-تاکنون          | رمان‌نویس، زندگی‌نامه‌نویس و منتقد ادبی اهل انگلستان                          | [ ۷۱ ]        |
| هان فی زی          | ۲۸۰-۲۳۳ پیش از میلاد | فیلسوف و نویسنده چینی                                                      | [ ۱۴ ]        |
| ادوارد هاگلند      | ۱۹۳۲-تاکنون          | سفرنامه‌نویس و طبیعت‌نویس آمریکایی                                           | [ ۷۲ ]        |
| هنری جیمز          | ۱۸۴۳-۱۹۱۶            | نویسنده و منتقد زادهٔ آمریکا که بیشتر عمرش را در انگلیس سپری کرد            | [ ۱۴ ]        |
| دیلان جونز         | ۱۹۶۰-تاکنون          | روزنامه‌نگار و سردبیر بریتانیایی                                            | [ ۷۳ ] [ ۷۴ ] |
| ویلیام سامرست موآم | ۱۸۷۴-۱۹۶۵            | رمان‌نویس، نمایش‌نامه‌نویس و نویسنده داستان کوتاه اهل انگلستان                | [ ۱۸ ] [ ۲۱ ] |
| مایکل مک‌کوردی      | ۱۹۴۲-تاکنون          | فرتورگر، نویسنده و ناشر آمریکایی                                           | [ ۱۴ ]        |
| دیوید میشل         | ۱۹۶۹-تاکنون          | رمان‌نویس انگلیسی                                                           | [ ۷۵ ]        |
| جان مونتاژ         | ۱۹۲۹-تاکنون          | شاعر ایرلندی                                                               | [ ۱۴ ]        |
| باد شولبرگ         | ۱۹۱۴-۲۰۰۹            | فیلم‌نامه‌نویس، تهیه‌کننده تلویزیونی، رمان‌نویس و روزنامه‌نگار ورزشی اهل آمریکا | [ ۱۴ ]        |
| دیوید سیدلر        | ۱۹۳۷-تاکنون          | فیلم‌نامه‌نویس بریتانیایی برنده جایزه بفتا و اسکار                           | [ ۷۶ ]        |
| دیوید شیلدز        | ۱۹۵۶-تاکنون          | نویسنده داستانی و غیرداستانی اهل آمریکا                                    | [ ۱۴ ]        |
| نوبل شوت           | ۱۸۹۹-۱۹۶۰            | رمان‌نویس و مهندس فضا اهل بریتانیا                                          | [ ۱۴ ]        |
| پیتر استروب        | ۱۹۴۳-تاکنون          | نویسنده و شاعر آمریکایی                                                    | [ ۱۴ ]        |
| کنت تاینان         | ۱۹۳۷-۱۹۸۰            | نویسنده و منتقد تئاتر انگلیسی                                              | [ ۱۴ ]        |
| جان آپدایک         | ۱۹۳۲-۲۰۰۹            | رمان‌نویس، شاعر، نویسنده داستان کوتاه، منتقد هنری و منتقد ادبی اهل آمریکا   | [ ۱۸ ]        |

## دیگران

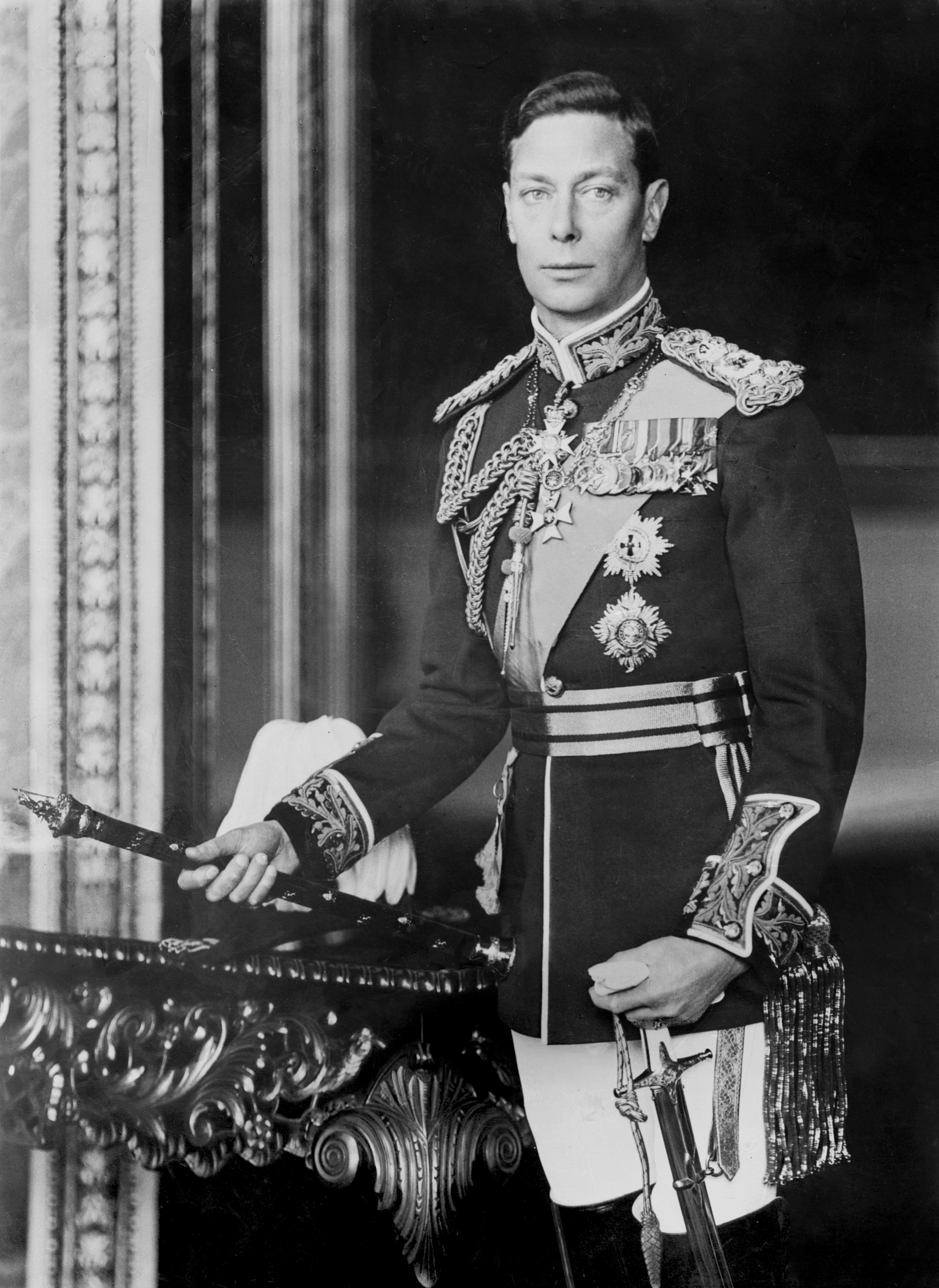
جرج ششم پادشاه انگلستان

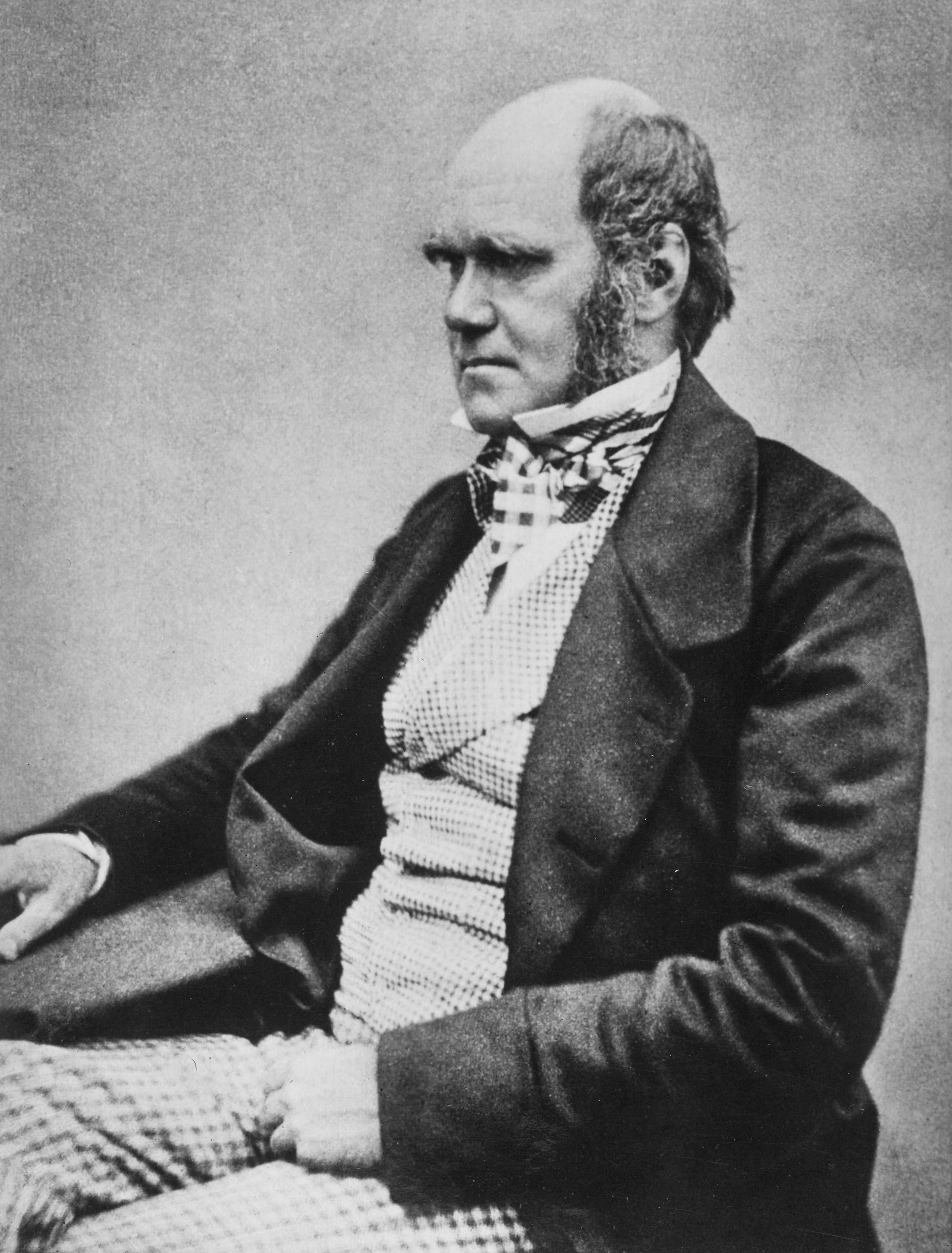
چارلز داروین، بنیانگذار نظریه تکامل

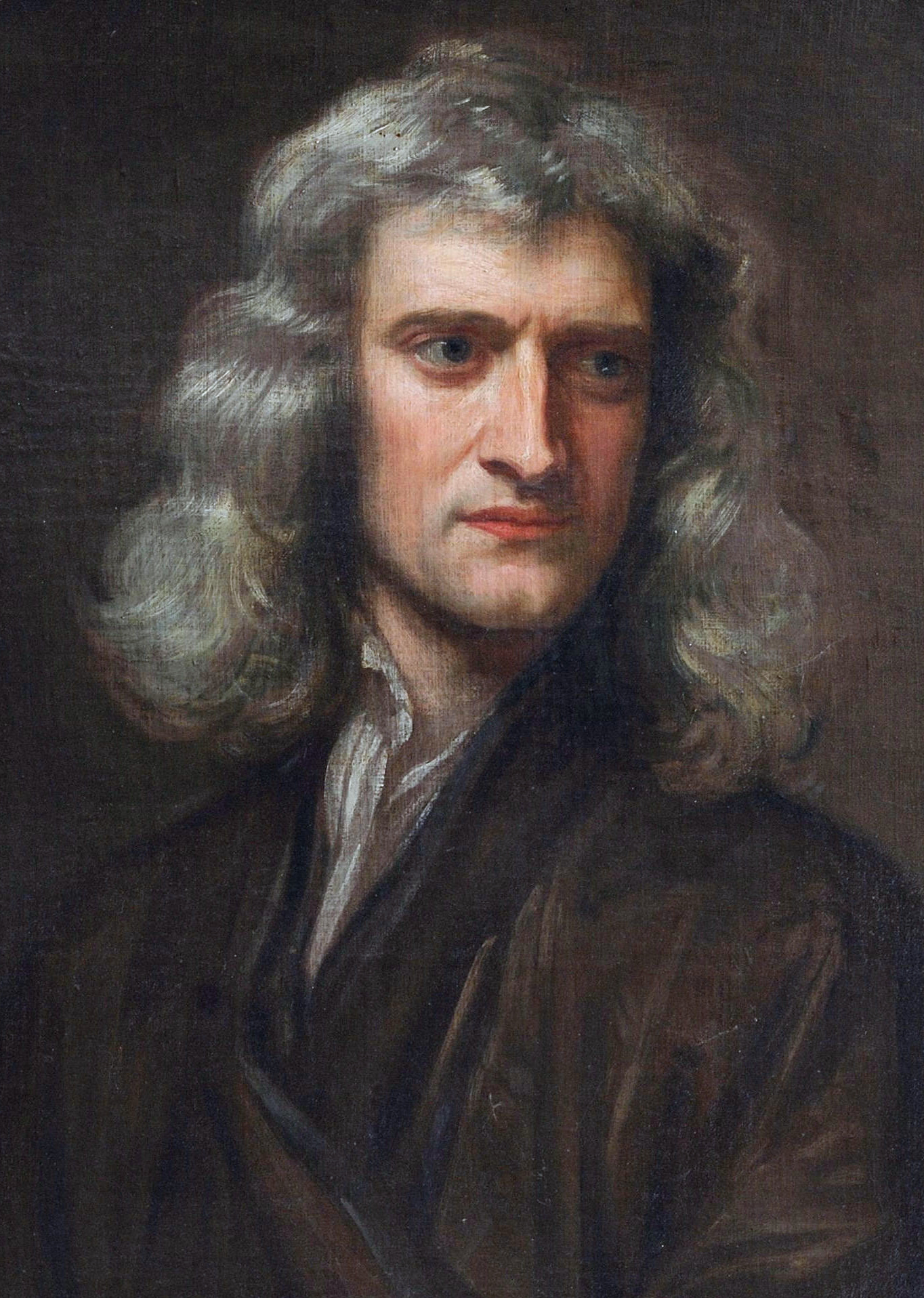
نیوتن، دانشمند انگلیسی

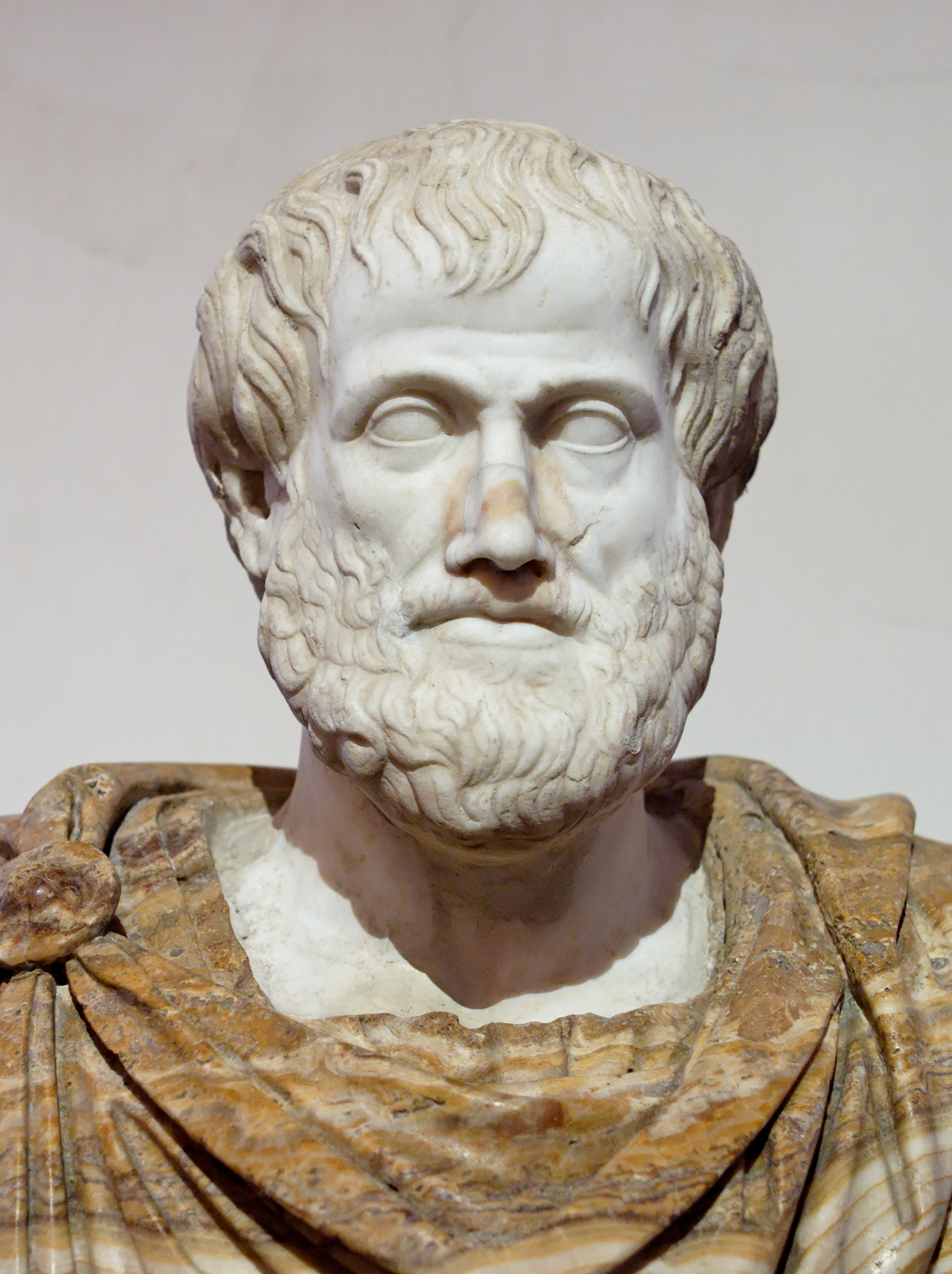
ارسطو، فیلسوف یونانی

| نام                | مدت زندگی            | توضیحات | منبع(ها)      |
| ------------------ | -------------------- | --- | ------------- |
| آلبرت دوم          | ۱۹۵۸-تاکنون          | شاه موناکو | [ ۱۴ ] [ ۵۲ ] |
| والتر آننبرگ       | ۱۹۰۸-۲۰۰۲            | ناشر، دیپلمات و بشردوست                                                                                                | [ ۷۷ ]        |
| تری آلن            | ۱۸۸۸-۱۹۶۹            | سرلشکر نیروی زمینی ایالات متحده در طی جنگ جهانی دوم                                                                    | [ ۷۸ ]        |
| ارسطو              | ۳۸۴-۳۲۲ پیش از میلاد | فیلسوف و نویسنده یونانی                                                                                                | [ ۱۸ ] [ ۲۱ ] |
| هومر بیگارت        | ۱۹۰۷-۱۹۹۱            | گزارشگر روزنامه اهل آمریکا که دو جایزه پولیتز برای گزارش‌دهی رزمی برنده شد، یکی برای جنگ جهانی دوم و دیگری برای جنگ کره | [ ۷۹ ]        |
| هاوارد بینگام      | ۱۹۳۹-تاکنون          | عکاس آمریکایی و نویسنده زندگی‌نامه محمدعلی کلی                                                                          | [ ۱۴ ]        |
| آرتور بلنک         | ۱۹۴۲-تاکنون          | تاجر، از بنیان‌گذاران هوم دیپو و مالک آتلانتا فالکونز از لیگ ملی فوتبال آمریکا                                          | [ ۱۴ ]        |
| پاتریک کمپل        | ۱۹۱۳-۱۹۸۰            | سومین Baron Glenavy، روزنامه‌نگار بریتانیایی زادهٔ ایرلند، فکاهی‌نویس و چهره تلویزیونی                                    | [ ۱۴ ]        |
| لرد کراور          | ۱۹۱۵-۲۰۰۱            | فیلد مارشال بریتانیایی، فرمانده تانک در طی جنگ جهانی دوم                                                               | [ ۸۰ ]        |
| لرد دیوید سیسیل    | ۱۹۰۲-۱۹۸۶            | پروفسور، تاریخدان و زندگی‌نامه‌نویس بریتانیایی                                                                           | [ ۱۴ ]        |
| چارلز یکم انگلستان | ۱۶۰۰-۱۶۴۹            | پادشاه انگلستان از ۱۶۲۵ تا ۱۶۴۹                                                                                        | [ ۸۱ ]        |
| چارلز داروین       | ۱۸۰۹-۱۸۸۲            | طبیعی‌دان انگلیسی | [ ۲۴ ]        |
| هارلی ارل          | ۱۸۹۳-۱۹۶۹            | طراح ماشین، نخستین رئی جنرال موتورز اهل آمریکا                                                                         | [ ۱۴ ]        |
| جیک ابرتز          | ۱۹۴۱-۲۰۱۲            | کارشناس امور مالی، کارگردان و تهیه‌کننده فیلم اهل کانادا                                                                | [ ۸۲ ]        |
| مالکوم فراسر       | ۱۹۰۳-۱۹۹۴            | تاجر و بشردوست آمریکایی                                                                                                | [ ۸۳ ] [ ۸۴ ] |
| فیلیپ فرنچ         | ۱۹۳۳-                | منتقد سینما و تهیه‌کننده رادیو بی‌بی‌سی                                                                                   | [ ۸۵ ]        |
| جرج ششم            | ۱۸۹۵-۱۹۵۲            | پادشاه بریتانیا | [ ۱۸ ]        |
| سیدنی گوتلیب       | ۱۹۱۸-۱۹۹۹            | شیمی‌دان آمریکایی که برای سیا کار می‌کرده‌است.                                                                            | [ ۱۴ ]        |
| ورنون هیل          | ۱۹۴۵-تاکنون          | بانکدار آمریکایی | [ ۱۴ ]        |
| جیمز دوم           | ۱۶۳۳-۱۷۰۱            | پادشاه انگستان (۱۶۸۵-۱۶۸۸)                                                                                             | [ ۸۶ ]        |
| آدام میشنیک        | ۱۹۴۶-تاکنون          | سردبیر، تاریخدان، جستاره‌نویس و مفسر سیاسی اهل لهستان                                                                   | [ ۱۴ ]        |
| اسحاق نیوتن        | ۱۶۴۲-۱۷۲۷            | فیزیک‌دان، ریاضی‌دان، منجم، فیلسوف طبیعی، کیمیاگر، و نظریه‌پرداز انگلیسی                                                  | [ ۱۸ ]        |
| بروس اولدفیلد      | ۱۹۵۹-تاکنون          | طراح مد اهل بریتانیا                                                                                                   | [ ۱۴ ]        |
| آلن رابینوویتز     | ۱۹۵۳-تاکنون          | جانورشناس، طرفدار محیط زیست، زیست‌شناس صحرایی و رئیس و مدیرعامل Panthera                                                | [ ۱۴ ] [ ۸۷ ] |
| جان استوسل         | ۱۹۴۷-تاکنون          | consumer reporter، روزنامه‌نگار پژوهشی، نویسنده و ستون‌نویس اختیارگرا                                                    | [ ۸۸ ]        |
| نیکولو تارتالیا    | ۱۴۹۹-۱۵۵۷            | ریاضی‌دان، مهندس و نقشه‌بردار ایتالیایی                                                                                  | [ ۱۴ ]        |
| چک ولش             | ۱۹۳۵-تاکنون          | تاجر، مهندس شیمی و نویسنده آمریکایی                                                                                    | [ ۱۴ ]        |
| لودویگ ویتگنشتاین  | ۱۸۸۹-۱۹۵۱            | فیلسوف اتریشی | [ ۱۸ ]        |